# Bergtjärnen (Karlskoga socken, Värmland, 659209-143244)
Bergtjärnen är en sjö i Karlskoga kommun i Värmland och ingår i Göta älvs huvudavrinningsområde. Sjön har en area på 0,0553 kvadratkilometer och ligger 189,4 meter över havet.

## Delavrinningsområde
Bergtjärnen ingår i det delavrinningsområde (658511-143013) som SMHI kallar för Mynnar i Gullspångsälven. Medelhöjden är 186 meter över havet och ytan är 28,12 kvadratkilometer. Det finns inga avrinningsområden uppströms utan avrinningsområdet är högsta punkten. Lerälven som avvattnar avrinningsområdet har biflödesordning 3, vilket innebär att vattnet flödar genom totalt 3 vattendrag innan det når havet efter 293 kilometer. Avrinningsområdet består mestadels av skog (72 procent). Avrinningsområdet har 1,24 kvadratkilometer vattenytor vilket ger det en sjöprocent på 4,4 procent.